# Королева Марго
«Короле́ва Марго́» (фр. La Reine Margot) — історичний роман французького письменника Олександра Дюма-батька, написаний у 1843—1845 і надрукований у 1845. Це перша частина трилогії, до якої також входять «Графиня де Монсоро» і «Сорок п'ять». Роман складається з шести частин (66 глав).
У творі описуються події середньовічної Франції, які відбуваються на тлі жорстких релігійних протистоянь між католиками і гугенотами з 18 серпня 1572 до 1574. Історична канва: релігійні війни католиків і гугенотів у Франції, у тому числі Варфоломіївська ніч. Події відбуваються у Парижі та його околицях.

## Сюжет

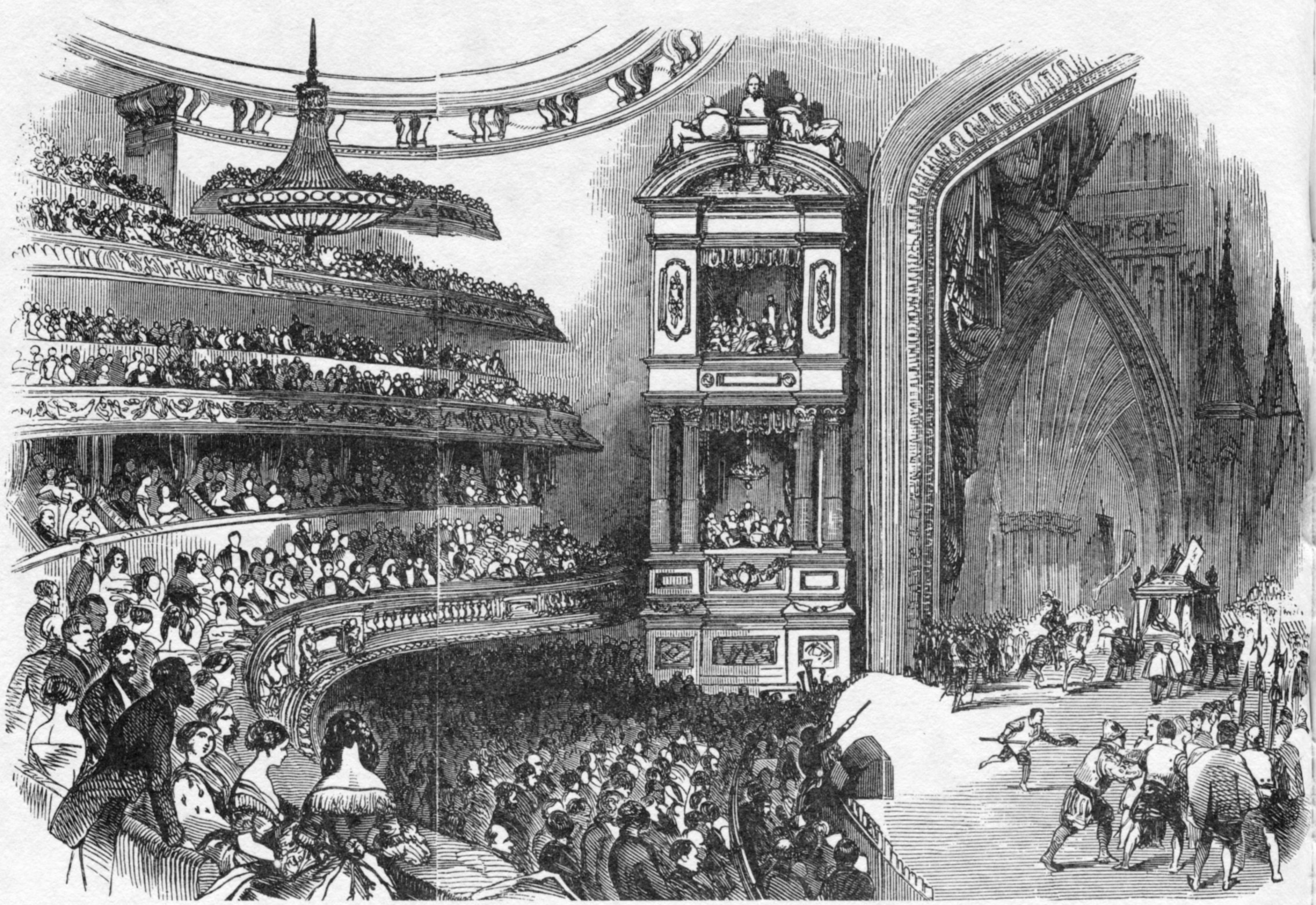
Вистава «Королева Марго» в Історичному театрі (Париж, 1847)

Дія роману відбувається в епоху громадянських воєн у Франції (1562—1594) — кривавих зіткнень католиків і протестантів (гугенотів). 18 серпня 1572 року католичку Маргариту де Валуа у політичних цілях вінчають із головою протестантів Генріхом Наваррським. На момент весілля Марго мала любовний зв'язок з герцогом де Гізом, а Генріх — із придворною дамою Катерини Медічі, мадам де Сов. У першу шлюбну ніч до молодої дружини приходить герцог, але одразу після цього Маргариту відвідує король Наваррський, і де Гіз ховається в кабінеті. Генріх пропонує Марго бути союзниками у всіх придворних інтригах, вона погоджується, і чоловік іде. Герцог теж іде від Маргарити, розриваючи з нею любовні стосунки. Першу шлюбну ніч Марго проводить на самоті: і чоловік, і коханець залишили її саму.
Протестантська знать проводить час у святах і забавах з католицьким королівським двором. Король Карл IX називає батьком Адмірала де Коліньї. Здається, що хиткий мир відновлено. У цей час з антуражем Генріха Наваррського в Париж приїхав протестантський дворянин де Ла Моль і зупиняється в готелі «Путівна зірка». Там він зустрів графа Аннібала де Коконнаса й потоваришував з ним. Між тим 22 серпня в адмірала вистрелив убивця, але промахнувся. Гугеноти обурені й вимагають знайти винуватця. Вже зріє змова. 24 серпня, в день Святого Варфоломея, кілька головорізів де Гіза на чолі з Бемом вбивають адмірала, і це служить початком до різанини протестантів — Варфоломіївської ночі. Коконнас, у нападі кровожерливості, разом з власником готелю мером Ла Юрьером намагається вбити Ла Моля, але він ховається в Луврі, де Коконнас наздоганяє його в кімнаті Маргарити. Поранений гугенот, тулиться до королеви, благаючи захистити його. Коконнас втікає в люті, а Марго залишає в себе для лікування Ля Моля, вже закоханого в неї без пам'яті. Коконнас біжить до протестанта-лихваря, якому він заборгував гроші, і б'ється на мечах з його сином. За бійкою й перемогою Коконнаса спостерігає Генрієтта, герцогиня Неверська, подруга Маргарити, і після того, як Коконнас втрачає свідомість, герцогиня переховує його.
Через деякий час весь королівський двір поїхав подивитися на труп Коліньї, там Ла Моль і Коконнас зустрілися й домовилися про дуель. Під час дуелі обоє були поранені, але Коконнас постраждав більше, ніж де Ла Моль. Забувши старі образи, де Ла Моль купив у ката Кабоша, який розбирався і в медицині, чудове зілля, яке й вилікувало Коконнаса. Ставши коханцями королеви й герцогині, вони поринають у світ придворний інтриг, главою яких є Катерина Медічі. Коли Ла Моль замовив у парфумера Рене лялечку Маргарити з голкою в серці для того, щоб вона його любила вічно, Катерина робить так, щоб двох друзів визнали винними у змові проти короля й посадили до Бастилії. Там на тортурах Ла Молю роздробили кістки на ногах, а Коконнас цього уникнув завдяки давньому рукостисканню з паризьким катом, і на вдаваних «катуваннях» розповів усе у зручному для них світлі. Двох друзів стратили, а їхні коханки поховали їх як католиків.
Наприкінці книги король Карл IX помер, а на трон зійшов улюблений син Катерини, герцог Анжуйський, Генріх III.

## Персонажі
Головні герої
- Генріх IV Наварський (чоловік Марго, її троюрідний брат);
- Марго (принцеса, сестра короля Карла IX, дружина Генріха IV);
- Катерина Медичі Валуа (королева, мати Марго)[2];
- Граф Лерак де Ла Моль (гугенот);
- Граф Аннібал де Коконас[ru] (католик);
- Король Карл IX (брат Марго).

Інші персонажі
- герцог де Гіз;
- герцогиня Анрієта Неверська;
- герцог Алансонський (брат Марго);
- Морвель (офіцер);
- мадам де Сов;
- де Муї (ватажок гугенотів);
- адмірал Коліньї;
- астролог Рене;
- Жійона (подруга Марго, донька маршала Франції Жака де Монтіньона);
- метр Кабош (кат паризького судового округу);
- Робен (лакей герцога де Гіза).

## Екранізації
- «Королева Марго»,1910 р. фр. реж. Каміль де Мортон;
- «Королева Марго»,1954 р. режисер Жан Древіль[3];
- 1961 р. фр. ТВ версія режисера Рене Люкота;
- «Королева Марго», режисер Патріс Шеро (Франція, 1994);
- 1996 р.рос.реж. Муратовим Олександром Олександровичем (серіал з 18 серій, що далі скоротили до 10-ти).

## Україномовні видання
1. Вид-во «Рух», К.,1930 р.,в 2-х томах по~250с.,перекл. з фр. Косач-Кривнюк Ольга;
2. Вид-во Держлітвидав,1937 р.,перекл. з фр. Буда Сергій;
3. Вид-во «БАО», Донецьк,2006 р.,543с.,isbn 966-338-522-7,перекл. з фр. Росінська Олена;
4. Видавництво «Апріорі» 2017 р.,628с.,ISBN 978-617-629-372-9[4],перекл. з фр. Буда Сергій.